# Otto Stoll
Otto Stoll (Frauenfeld, 29 dicembre 1849 – Zurigo, 18 agosto 1922) è stato un antropologo, linguista ed etnologo svizzero.

## Biografia
Otto Stoll fu un professore di etnologia e geografia presso l'Università di Zurigo, specializzato nella ricerca di lingue maya. Dal 1878 al 1883 condusse gli studi scientifici in Guatemala. Fu autore di numerosi trattati sul Guatemala, tra cui importanti opere nei campi dell'etnografia e dell'etnolinguistica.

## Opere
- Zur Ethnographie der Republik Guatemala, 1884.
- Guatemala: Reisen und Schilderungen aus den Jahren 1878–1883, 1886.
- Biologia Centrali-Americana/ Arachnida – Acaridea, 1886–1893.
- Die Sprache der Ixil-Indianer: ein Beitrag zur Ethnologie und Linguistik der Maya-Völker, 1887.
- Die Sprache der Ixil-Indianer/ Nebst einem Anhang/ Wortverzeichnisse aus dem nordwestlichen Guatemala, 1887.
- Suggestion und Hypnotismus in der Völkerpsychologie, 1894.
- Zur Zoogeographie der landbewohnenden Wirbellosen, 1897.
- Das Geschlechtsleben in der Völkerpsychologie, 1908
- Zur Kenntnis des Zauberglaubens der Volksmagie und Volksmedizin in der Schweiz, 1909.